# Gaag (Kanal)

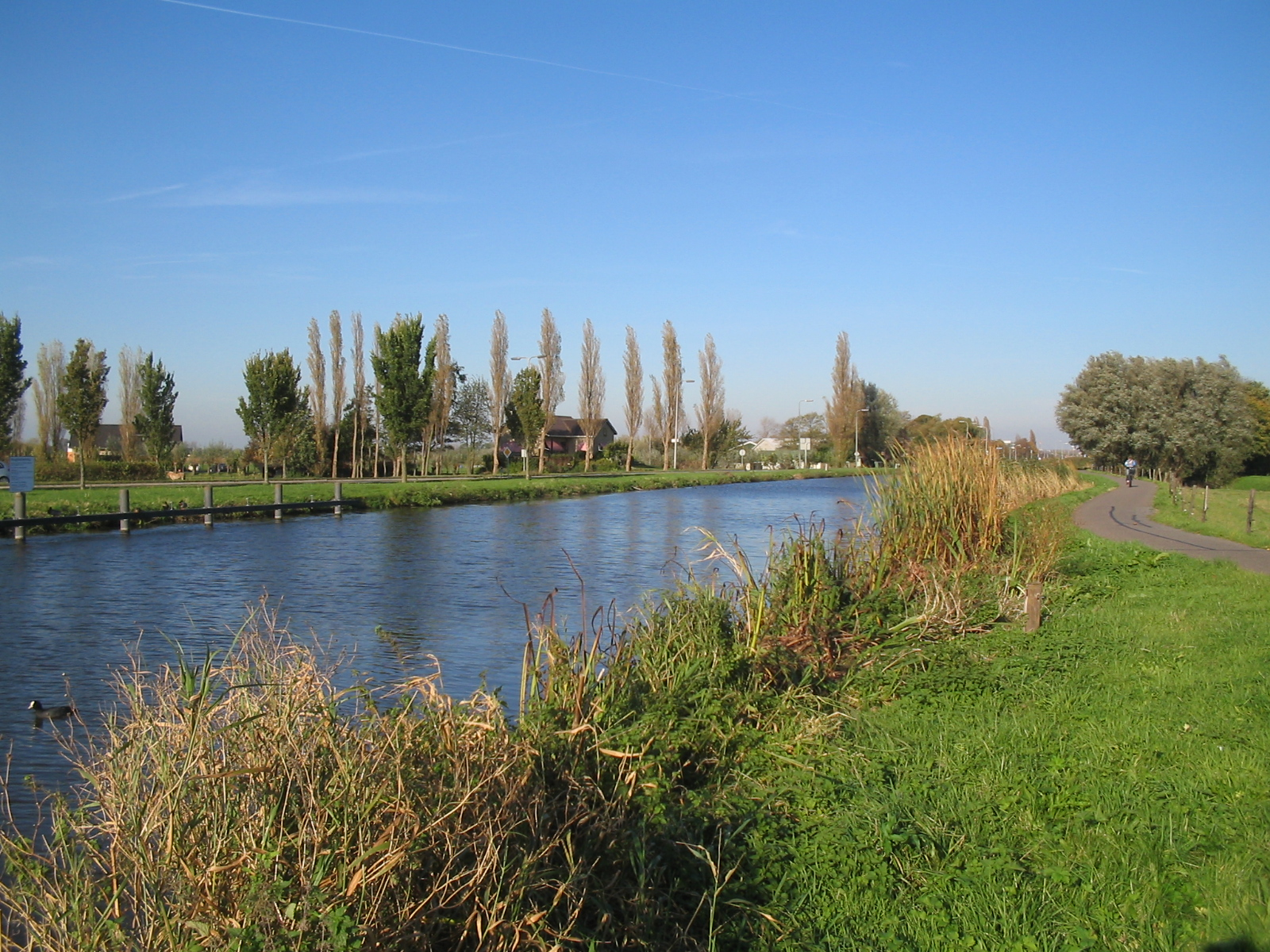
Der Gaag bei Schipluiden

Der Gaag ist ein Kanal in der niederländischen Provinz Südholland. Er verbindet die in der Großgemeinde Midden-Delfland gelegenen Dörfer Den Hoorn und Schipluiden. Bei Schipluiden geht der Gaag in die Vlaardingervaart über. Die Fortsetzung des Kanals Gaag von Den Hoorn nach Delft trägt den Namen Buitenwatersloot. Der Gaag hat eine Länge von 2 km.
Südwestlich Schipluidens führt eine Abzweigung, der Oostgaag, in Richtung des Dorfes Maasland, wo sie in den Westgaag übergeht. 1998 wurde der Gaag für die Autobahn A4 untertunnelt.